# کلیپول (آریزونا)
کلیپول (به انگلیسی: Claypool) یک منطقهٔ مسکونی در ایالات متحده آمریکا است که در شهرستان جیلا، آریزونا واقع شده‌است. کلیپول ۳٫۰۴ کیلومتر مربع مساحت و ۴٬۰۹۷ نفر جمعیت دارد و ۱٬۰۱۴ متر بالاتر از سطح دریا واقع شده‌است.